# Breton
För andra betydelser, se Breton (olika betydelser).
Breton är en hundras från Bretagne i Frankrike. Den är en stående fågelhund av spanieltyp. I en undersökning 2012/2013 utnämndes breton till en av världens trettio populäraste hundraser.

## Historia
Början till rasen uppstod i Dourondalen på 1860-talet då en lokal spanieltik korsades med en brittisk setter. En av hanvalparna hade en medfödd förmåga att stå för fågel, var vit med orange fläckar och medfödd stubbsvans. Det visade sig att han även nedärvde dessa egenskaper. Genom avel på dessa avkommor samt ytterligare inkorsning av lokala spanielar, settrar samt welsh springer spaniel skapades rasen som blev erkänd av den franska kennelklubben Société centrale canine (SCC) 1907 då även rasstandard skrevs. 1912 bildades en rasklubb. 1931 introducerades rasen i USA där den etablerats som jakthund och inte som så ofta som utställningshund. Det var från USA rasen spreds till Norden med början i Norge 1954. I Sverige är rasen liten men trenden är ökande, under 2005-2014 registrerades i genomsnitt 65 bretoner per år hos SKK. I Norge är rasen större med ungefär tre gånger fler registreringar.

## Egenskaper
Breton används vid fågeljakt. Den anses vara särskilt bra på ripa, tjäder och orre men går även utmärkt på fälthöns. När hunden får fågelkontakt står den blickstilla och först på förarens kommando skrämmer den upp fågeln eller fåglarna. När skottet skjuts skall hunden sätta sig eller lägga sig ned, för att sedan på kommando apportera den skjutna fågeln. Jakten sker med hagelgevär. För att få högre utmärkelser på utställning måste en breton ha meriter från jaktprov för stående fågelhund. Rasen är godmodig och alltså idealisk som familjehund, men behöver mycket motion.

## Utseende
Breton är en liten hund. Hanhundens mankhöjd får enligt rasbeskrivningen inte överstiga 51 cm.